# NBA Development League Defensive Player of the Year Award
NBA Development League Defensive Player of the Year Award – jest nagrodą NBA Development League (NBADL) przyznawaną corocznie najlepszemu obrońcy sezonu, począwszy od rozgrywek 2001/02. W latach 2001–2005 liga nazywała się National Basketball Development League (NBDL). Przed rozpoczęciem sezonu 2005/06 jej nazwa została zmieniona na NBA Development League, aby lepiej uwidocznić jej powiązanie z ligą NBA. Służy ona bowiem NBA, jako liga do rozwoju młodych zawodników. 
Na najlepszego obrońcę sezonu głosują trenerzy wszystkich zespołów ligi. Zwycięzca otrzymuje statuetkę w trakcie rozgrywek play-off. 
W 2008 po raz pierwszy w historii nagrodę otrzymało jednocześnie dwóch zawodników, Stephane Lasme oraz Mouhamed Sene. Dwóch zawodników uzyskało ją dwukrotnie z rzędu, byli to Derrick Zimmerman i Stefhon Hannah. Za każdym razem reprezentowali jednak inny klub.

## Laureaci
| Sezon    | Zawodnik              | Pozycja    | Nar.                          | Zespół                   |
| -------- | --------------------- | ---------- | ----------------------------- | ------------------------ |
| 2001–02  | Jeff Myers            | obrońca    | Stany Zjednoczone             | Greenville Groove        |
| 2002–03  | Mikki Moore           | środkowy   | Stany Zjednoczone             | Roanoke Dazzle           |
| 2003–04  | Karim Shabazz         | środkowy   | Stany Zjednoczone             | Charleston Lowgators     |
| 2004–05  | Derrick Zimmerman     | obrońca    | Stany Zjednoczone             | Columbus Riverdragons    |
| 2005–06  | Derrick Zimmerman (2) | obrońca    | Stany Zjednoczone             | Austin Toros             |
| 2006–07  | Renaldo Major         | skrzydłowy | Stany Zjednoczone             | Dakota Wizards           |
| 2007–08^ | Stéphane Lasme        | skrzydłowy | Gabon                         | Los Angeles D-Fenders    |
| 2007–08^ | Mouhamed Sene         | skrzydłowy | Senegal                       | Idaho Stampede           |
| 2008–09  | Brent Petway          | skrzydłowy | Stany Zjednoczone             | Idaho Stampede (2)       |
| 2009–10  | Greg Stiemsma         | środkowy   | Stany Zjednoczone             | Sioux Falls Skyforce     |
| 2010–11  | Chris Johnson         | środkowy   | Stany Zjednoczone             | Dakota Wizards (2)       |
| 2011–12  | Stefhon Hannah        | obrońca    | Stany Zjednoczone             | Dakota Wizards (3)       |
| 2012–13  | Stefhon Hannah (2)    | obrońca    | Stany Zjednoczone             | Santa Cruz Warriors      |
| 2013–14  | DeAndre Liggins       | obrońca    | Stany Zjednoczone             | Sioux Falls Skyforce (2) |
| 2014–15  | Aaron Craft           | obrońca    | Stany Zjednoczone             | Santa Cruz Warriors      |
| 2015–16  | DeAndre Liggins (2)   | obrońca    | Stany Zjednoczone             | Sioux Falls Skyforce (3) |
| 2016–17  | Walter Tavares        | środkowy   | Republika Zielonego Przylądka | Raptors 905              |
| 2017–18  | Landry Nnoko          | środkowy   | Kamerun                       | Grand Rapids Drive       |
| 2018–19  | Chris Boucher         | środkowy   | Kanada                        | Raptors 905 (2)          |
| 2019–20  | Christ Koumadje       | środkowy   | Czad                          | Delaware Blue Coats      |
| 2020–21  | Gary Payton II        | obrońca    | Stany Zjednoczone             | Raptors 905 (3)          |

^ – współlaureaci

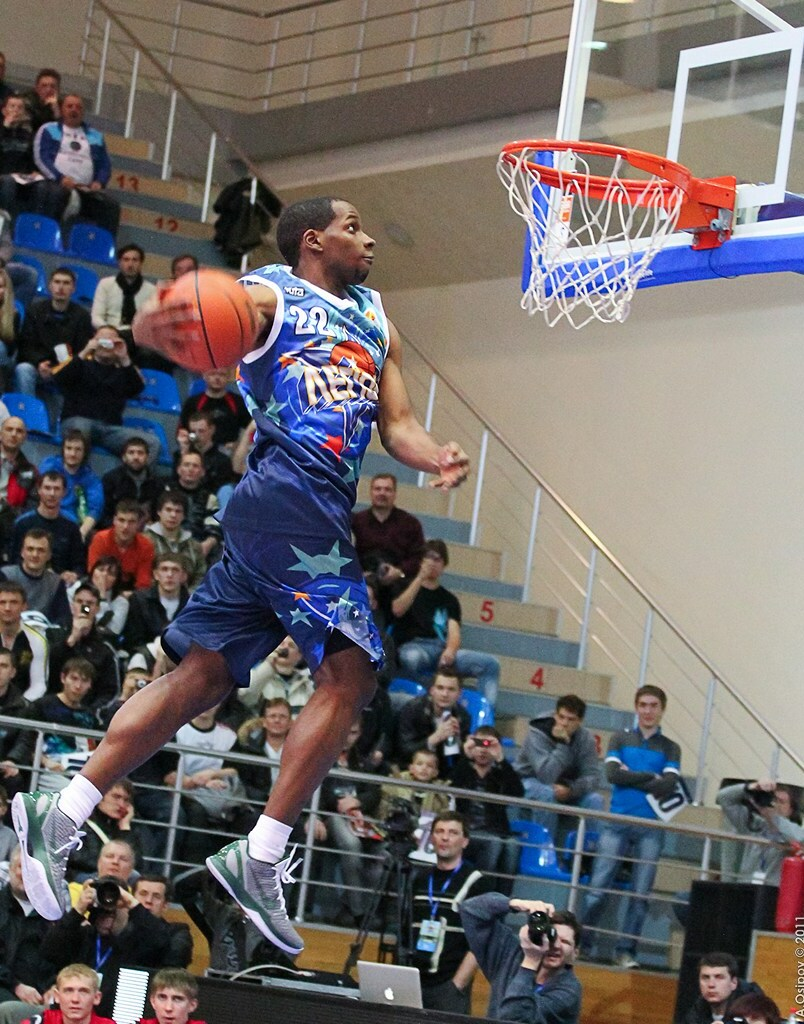
Derrick Zimmerman, dwukrotny zdobywca tytułu obrońcy roku.

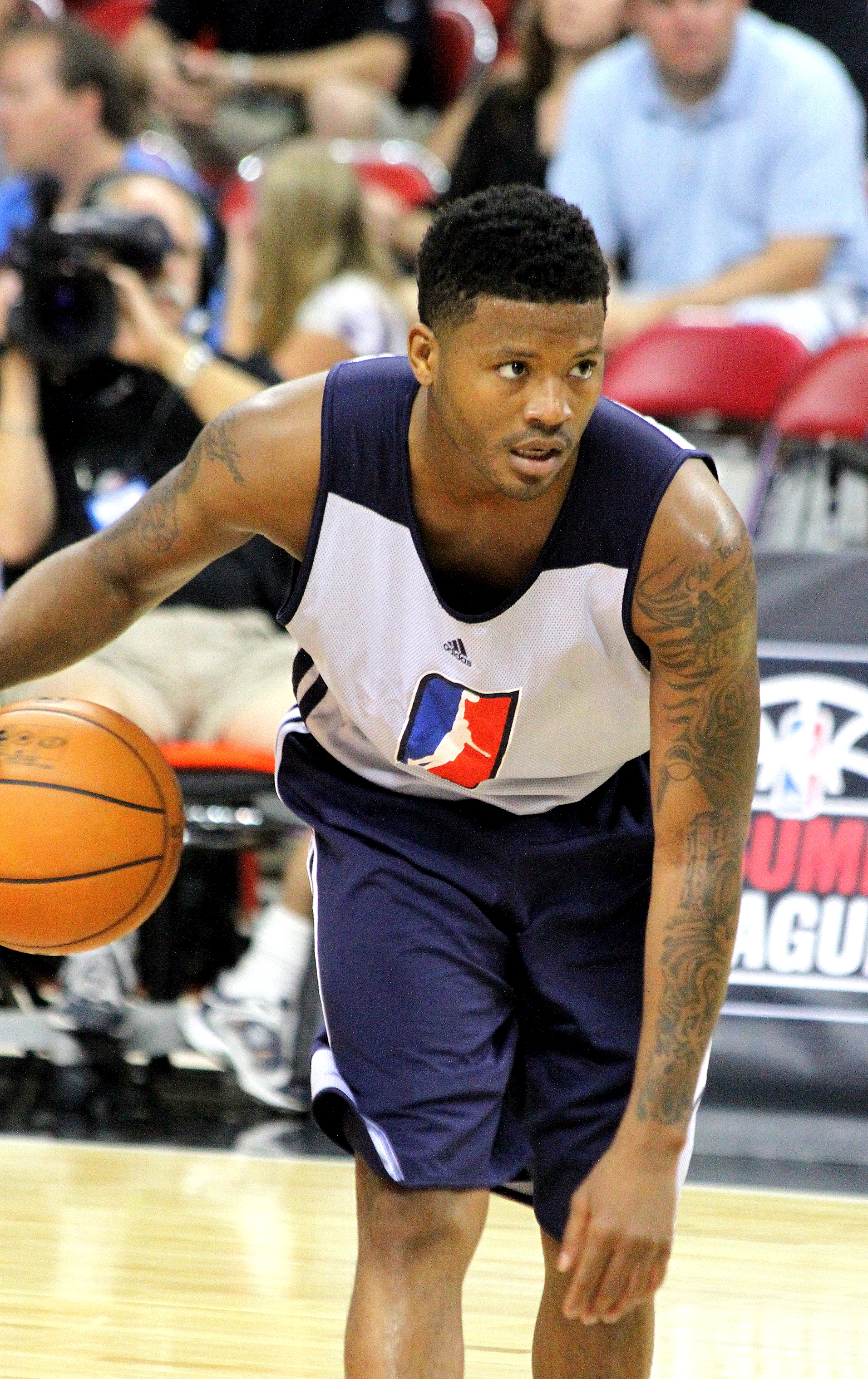
Stefhon Hannah, triumfator z 2012 oraz 2013 roku.

(X) – cyfra w nawiasie oznacza liczbę kolejnych nagród, uzyskanych przez tego samego zawodnika lub kolejną nagrodę zawodnika tego samego klubu